# Alicya Eyo
Pour les articles homonymes, voir Alicya et Eyo.
Alicya Eyo, née le 16 décembre 1975 à Huyton (Liverpool), est une actrice et réalisatrice britannique. Son prénom est souvent écrit Alicia.

## Biographie
Alicya Eyo est connue pour son rôle de Denny Blood dans la série télévisée Les Condamnées (Bad Girls), 
ainsi que pour son rôle de Ruby Haswell dans la série Emmerdale.

## Filmographie

### Comme actrice
- 1997 : Hetty Wainthropp Investigates (série télévisée) : Trisha Grice
- 1999 : Wing and a Prayer (série télévisée) : Roz Cairnforth
- 1999 : Everybody Loves Sunshine : Sandra
- 1999 : G:MT – Greenwich Mean Time : Bobby
- 1999 : Tube Tales : Shantel
- 2000 : The Low Down : la fille de Paul
- 2001 : Urban Gothic (série télévisée) : Amber
- 1999-2003 : Les Condamnées (Bad Girls) (série télévisée) : Denny Blood (59 épisodes)
- 2003 : Merseybeat (série télévisée) : Kim Vale
- 2004-2006 : Holby City (série télévisée) : Rae Hollins / Emma Bennet (2 épisodes)
- 2006 : Bombshell (série télévisée) : Gaynor Harvey (7 épisodes)
- 2006 : Spooks (série télévisée) : Raoula
- 2007 : The Bill (série télévisée) : Daisy Driscoll
- 2009 : Paradox (mini-série) : Jean Fellowes
- 1997-2010 : Casualty (série télévisée) : Claire Lomas / Lissa Burrows / Julie (3 épisodes)
- 2011 : Justice (mini-série) : Angie (2 épisodes)
- 2011 : Waterloo Road (série télévisée) : Sandi Mansfield
- 2011 : Moving On (série télévisée) : Ally
- 2011-2015 : Emmerdale (série télévisée) : Ruby Haswell (410 épisodes)
- 2015 : Brace (court métrage) : infirmière Gregory
- 2011-2016 : Silent Witness (série télévisée) : Jo Keating / Joanne McDermott (4 épisodes)
- 2017 : Little Boy Blue (mini-série) : l'infirmière
- 2017 : In the Dark (mini-série) : Davina
- 2004-2018 : Doctors (série télévisée) : Celia Skilton / Gina Lomax / Dawn Fuller (3 épisodes)
- 2018 : Different for Girls (série télévisée) : Jo
- 2019 : Clink (série télévisée) : Dominique Darby

### Comme réalisatrice
- 2015 : Brace (court métrage)
- 2016 : Boys on Film 14: Worlds Collide (vidéo) (segment ": Brace")

### Comme productrice exécutive
- 2015 : Chance (court métrage)